# Lac d'Ilay
Le lac d'Ilay ou lac de la Motte est un petit lac glaciaire à l'aspect sauvage situé dans le département du Jura sur les territoires des communes du Frasnois et de La Chaux-du-Dombief dans la Région des lacs du Jura français. Son autre appellation de Lac de la Motte tire son nom de la petite île rocheuse dite île de la Motte à 200 mètres de la rive nord et sur laquelle a été construit un prieuré bénédictin au haut Moyen Âge, le prieuré Saint-Vincent-de-la-Motte, dont on a mis au jour des vestiges datant de l'époque de Charlemagne (années 800-850 environ).

## Géographie

### Situation
De forme très allongée orientée SW-NE, le lac d'Ilay mesure 1,9 km de long et 0,4 km de large avec une superficie de 72 hectares et une profondeur moyenne de 10 m (double cuvette avec une profondeur maximale de 32 m) et il se situe à 774 mètres d'altitude. Son bassin versant est limité à 5,5 km².
Il fait partie d'un complexe de cinq lacs situés à proximité, sur le plateau calcaire de Champagnole : le Grand Maclu et le Petit Maclu qui le jouxtent, le lac de Narlay et le Vernois situé à quelques kilomètres : ce site jurassien caractéristique se découvre depuis le Belvédère des quatre lacs situé à quelques kilomètres de La Chaux-du-Dombief.

### Géologie
Il doit son existence aux dépôts d’alluvions glaciaires marneuses et à quelques dépôts morainiques qui ont permis la retenue des eaux dans un secteur karstique caractérisé. La partie nord est la plus profonde (elle atteint 32 mètres) alors que la partie sud l'est beaucoup moins, avec un bord marécageux envahi de roseaux et d'autres végétaux aquatiques. Le développement des saules est également notable dans plusieurs secteurs. 

## Hydrologie
Le lac d'Ilay est alimenté principalement par le lac du Grand Maclu auquel il est relié par un petit canal naturel d'environ 200 mètres. Son émissaire au sud rejoint le Hérisson.

## Écologie
Inclus dans le parc naturel régional du Haut-Jura, il conserve son aspect sauvage avec un périmètre de protection sans activité touristique ni épandage d'engrais ou de lisier. Le lac sert en effet à l'alimentation en eau potable pour Le Frasnois et le Syndicat Intercommunal des Eaux du lac d'Ilay qui pompe l'eau à une profondeur de 18 mètres au milieu du lac et alimente un réseau de 7 communes depuis les années 1960.
Le lac d’Ilay est aussi un lieu de pêche fréquenté : classé en 2e catégorie on y trouve surtout corrégones et gardons mais aussi tanches, perches et brochets.

## Beines carbonatées
Le lac de d'Ilay, comme celui du Grand Maclu, présente un littoral souligné d’un liseré clair dont la couleur tranche avec la teinte sombre des eaux profondes. Cette bande, formant une plate-forme littorale immergée, est appelée « beine » ou « blanc ». Elle est constituée par une accumulation de carbonates ("craie lacustre") qui précipitent dans la zone littorale du lac.
Elles sont parmi les plus spectaculaires des lacs carbonatés français et sont, à ce titre, recensées dans l'inventaire du Patrimoine Géologique Régional de Franche-Comté.

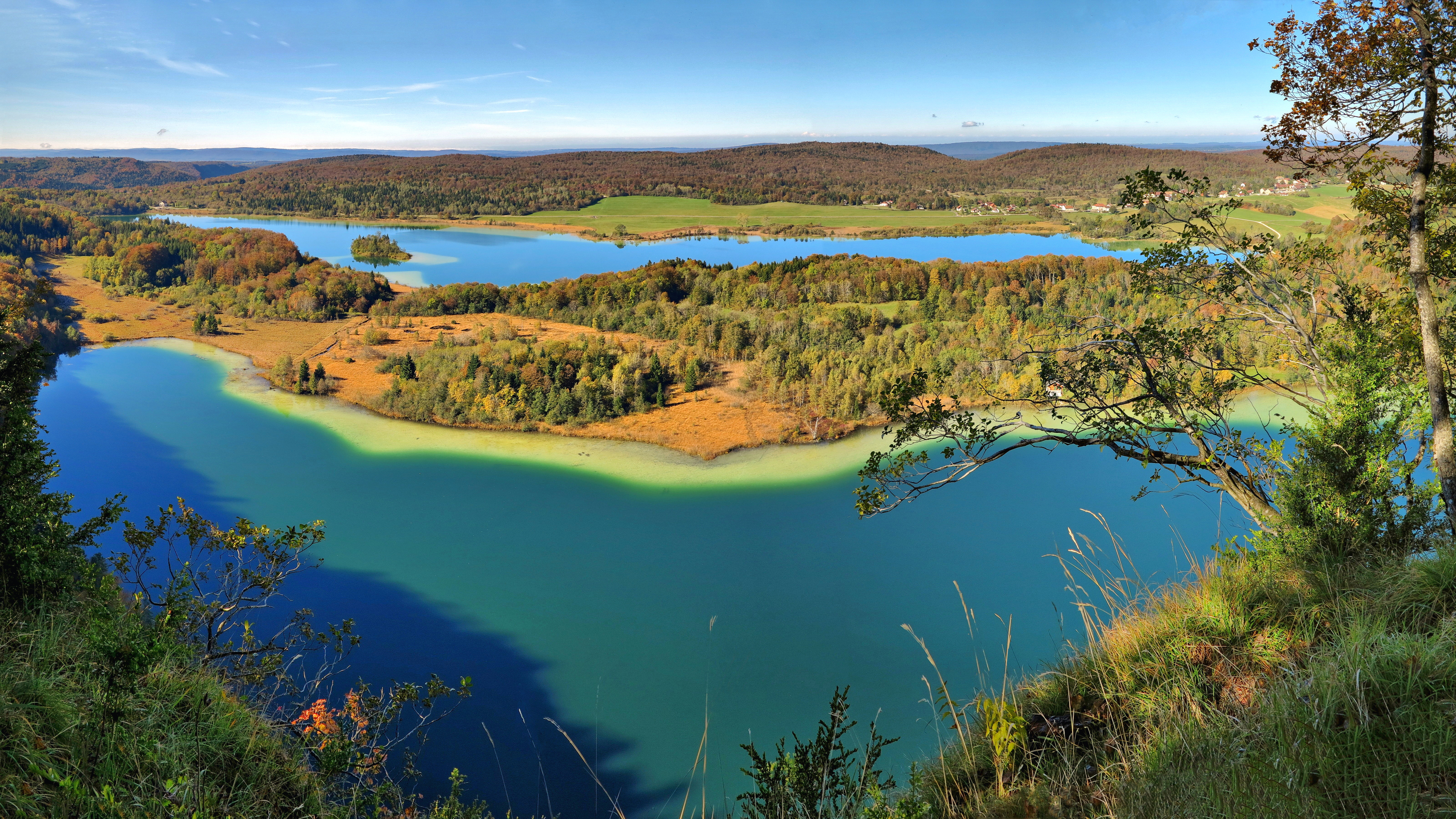
Les beines du Grand Maclu et du lac d'Ilay.

## Label
Le lac fait partie du site Ramsar "Tourbières et lacs de la montagne Jurassienne" depuis février 2021.

## Galerie photos

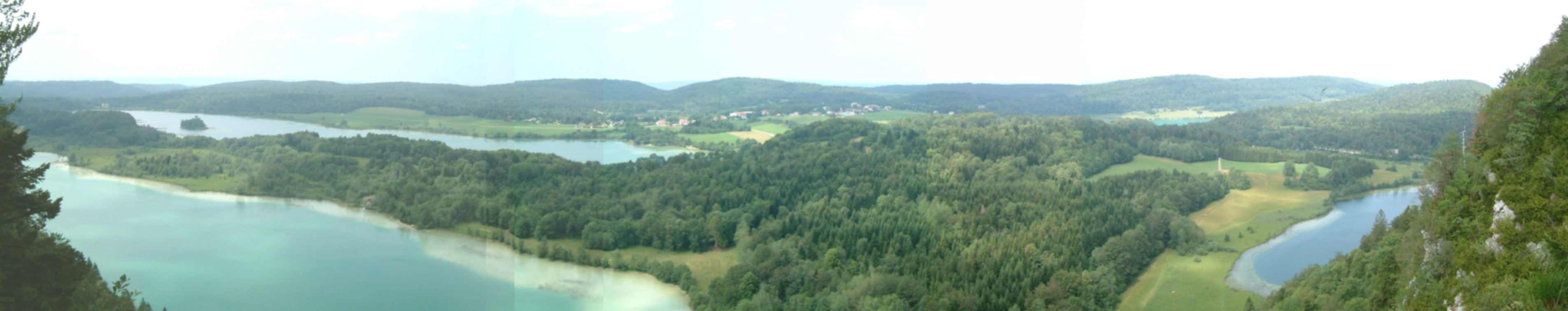
Le lac d'Ilay est au deuxième plan, à gauche, identifiable à sa petite île
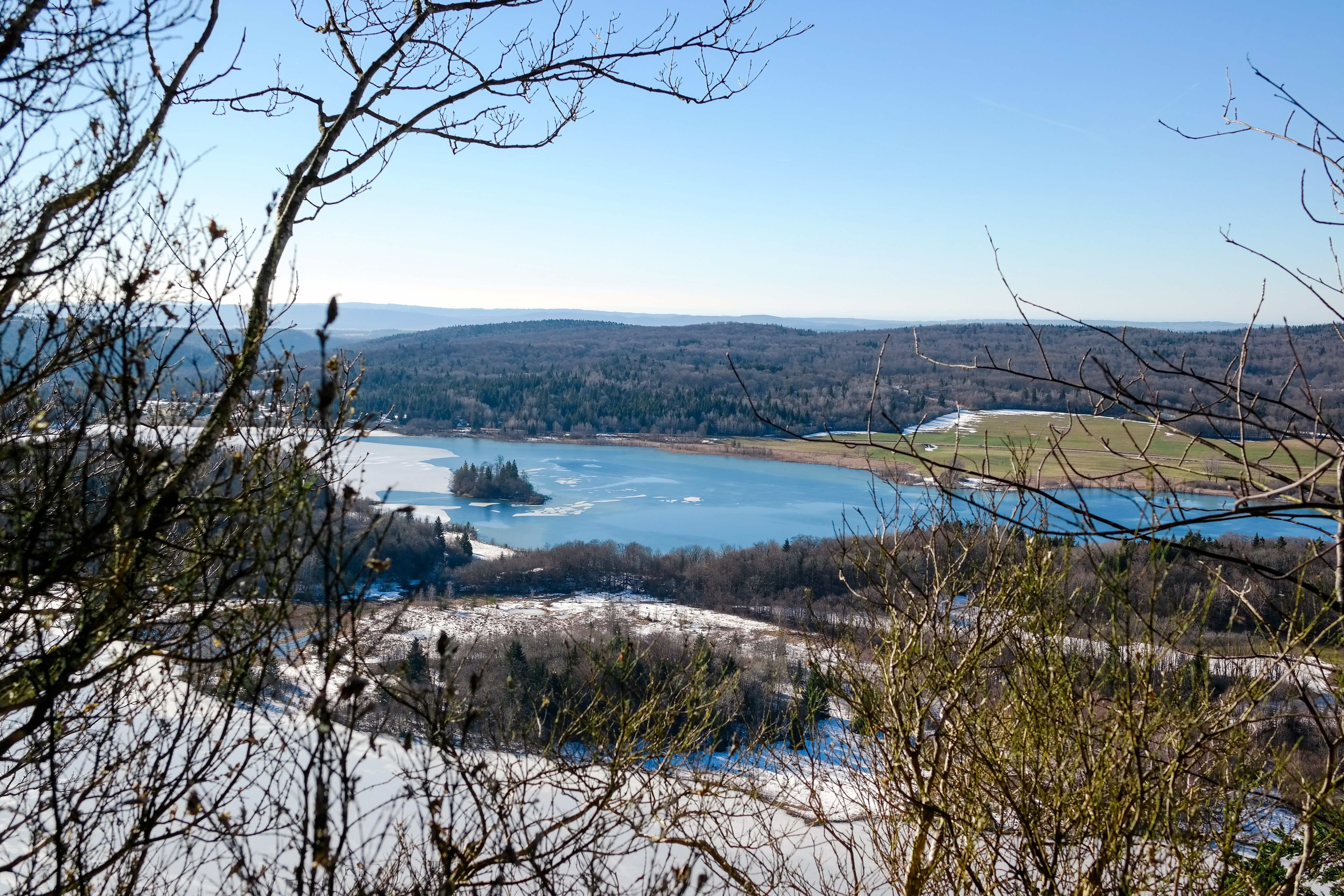
Le Lac d'Ilay partiellement gelé
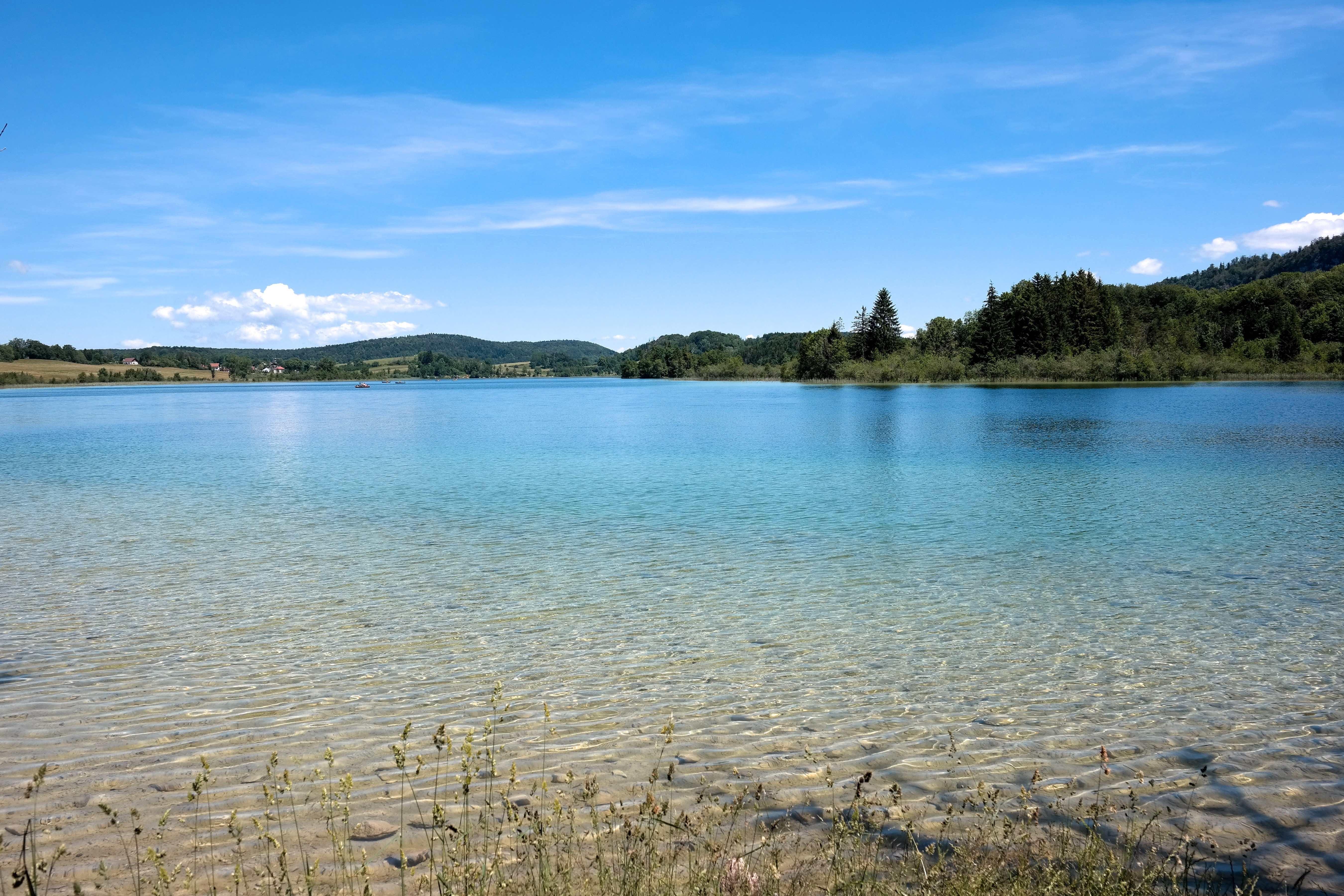
Le Lac d'Ilay, partie Sud
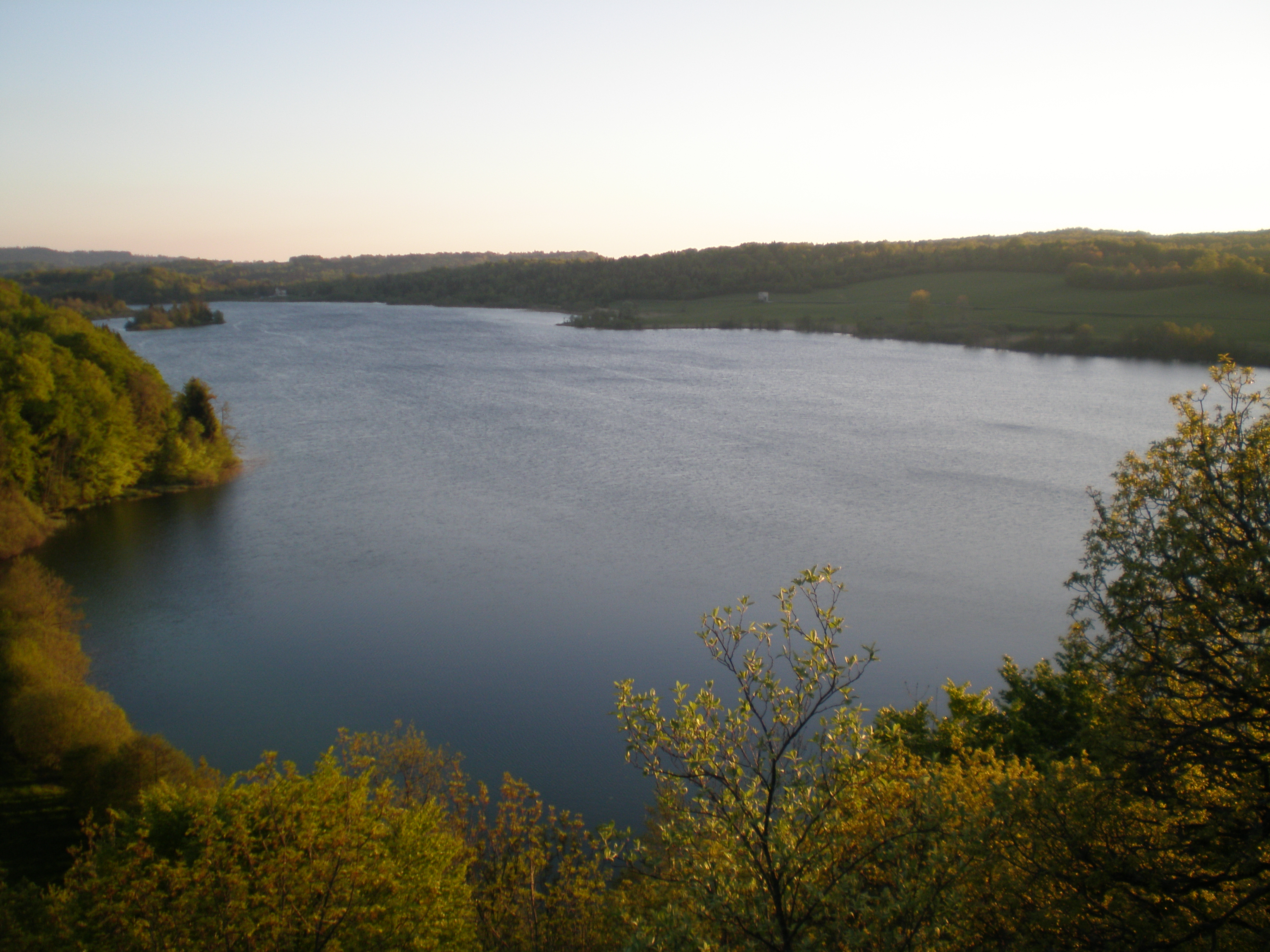
Le lac d'Ilay avec au fond sa petite île.
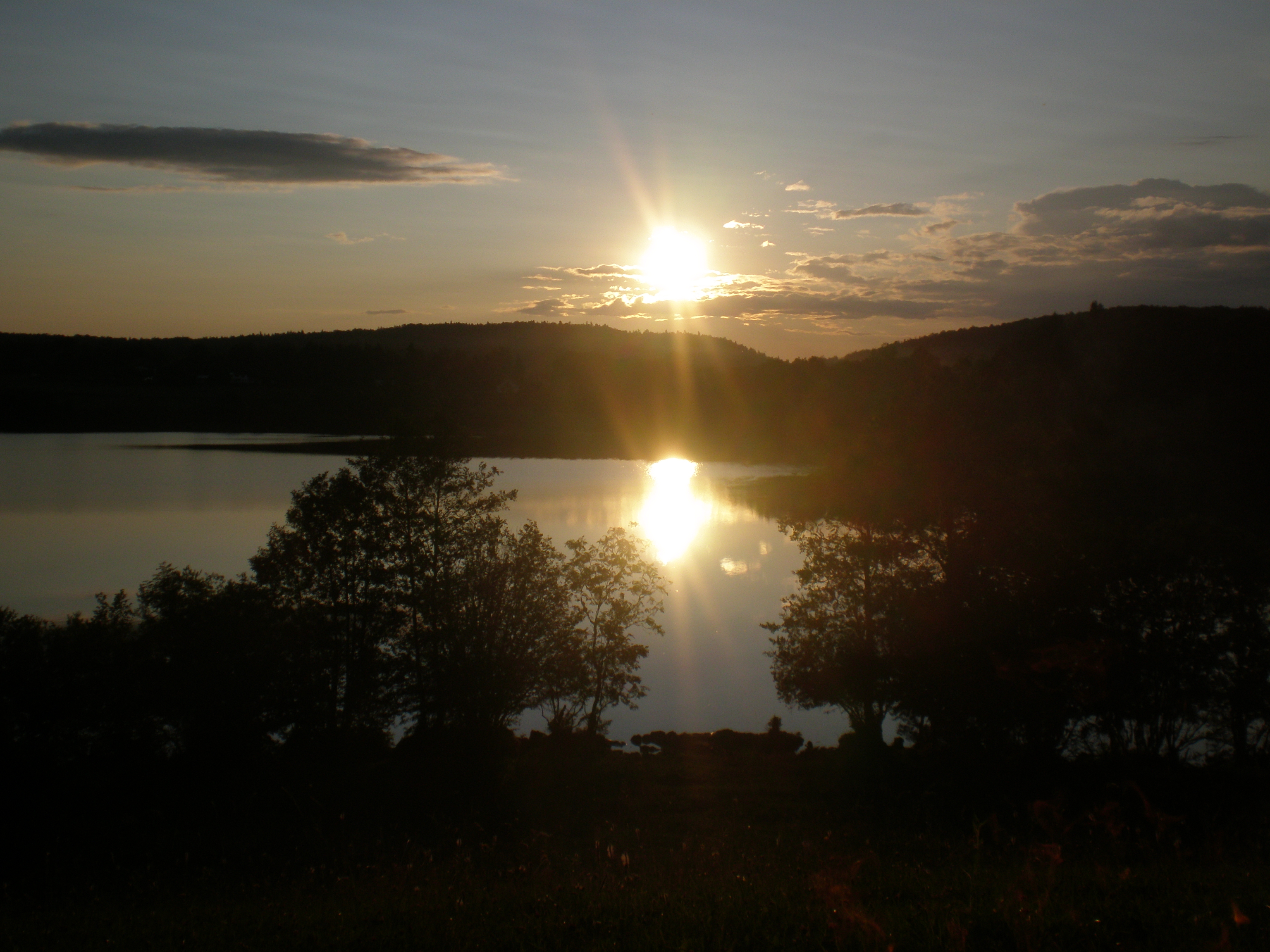
Coucher de soleil sur le lac vu depuis "La Colline".
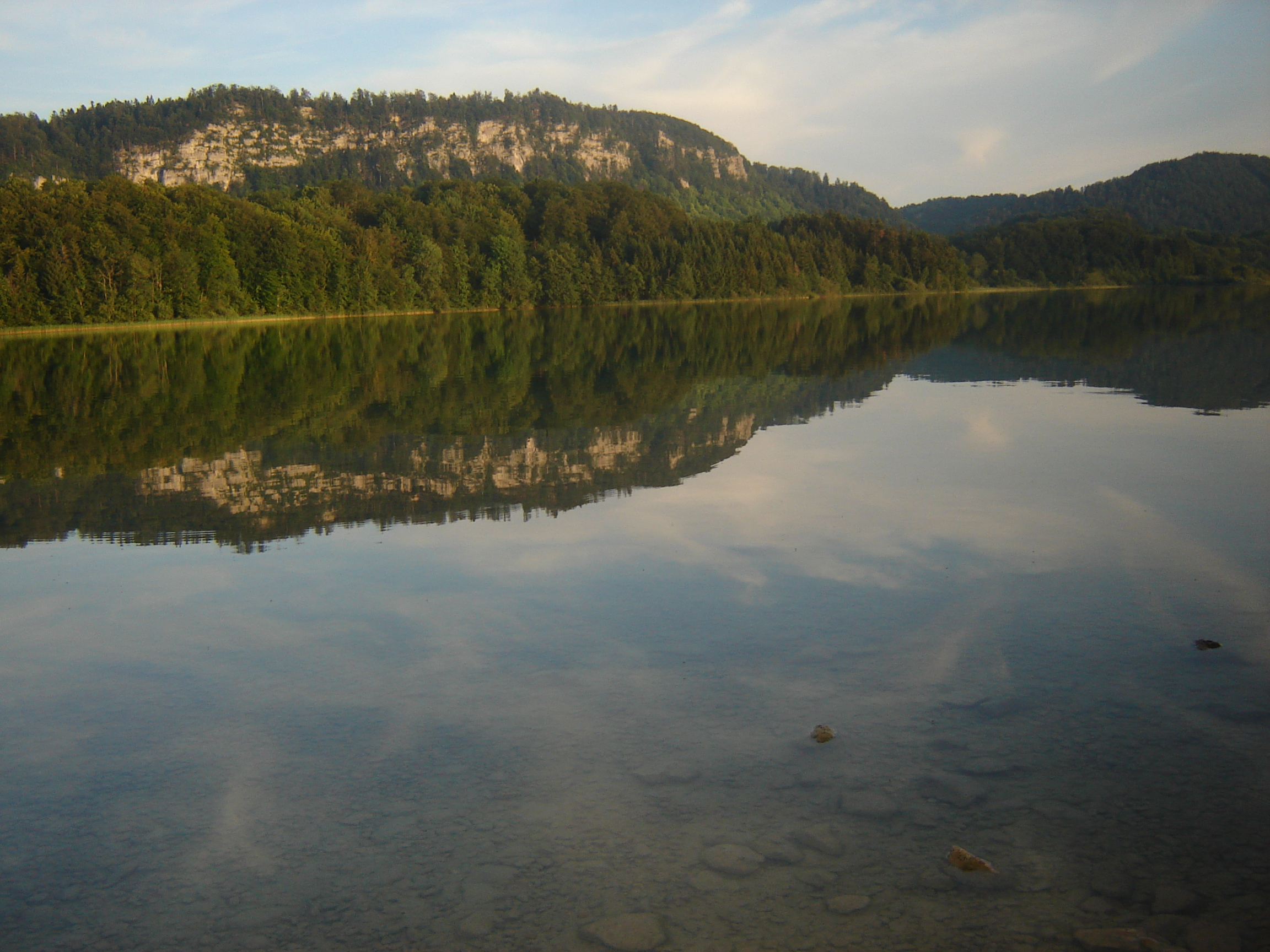
Le lac vu depuis la plage du Frasnois
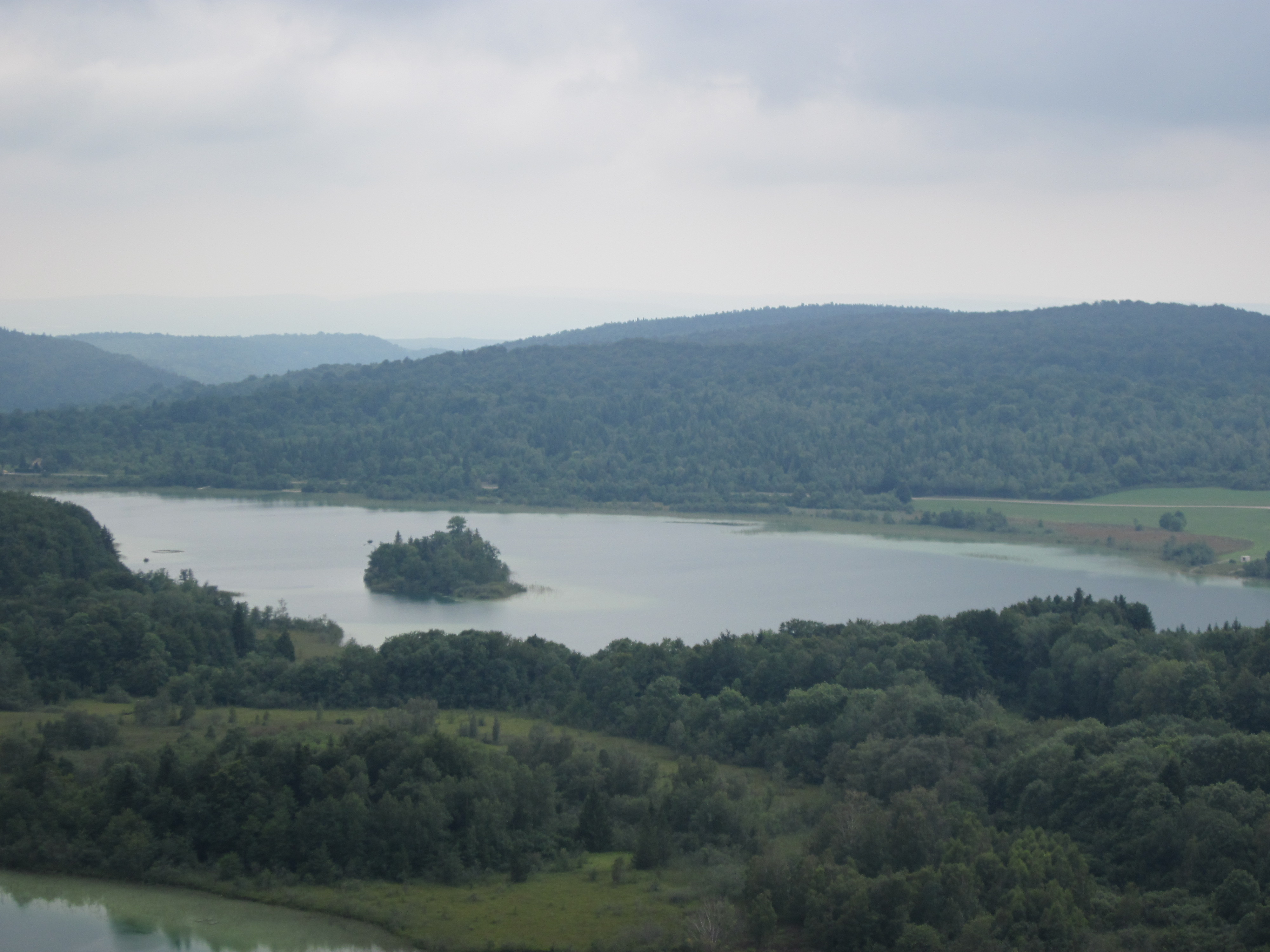
Partie centrale du lac d'Ilay
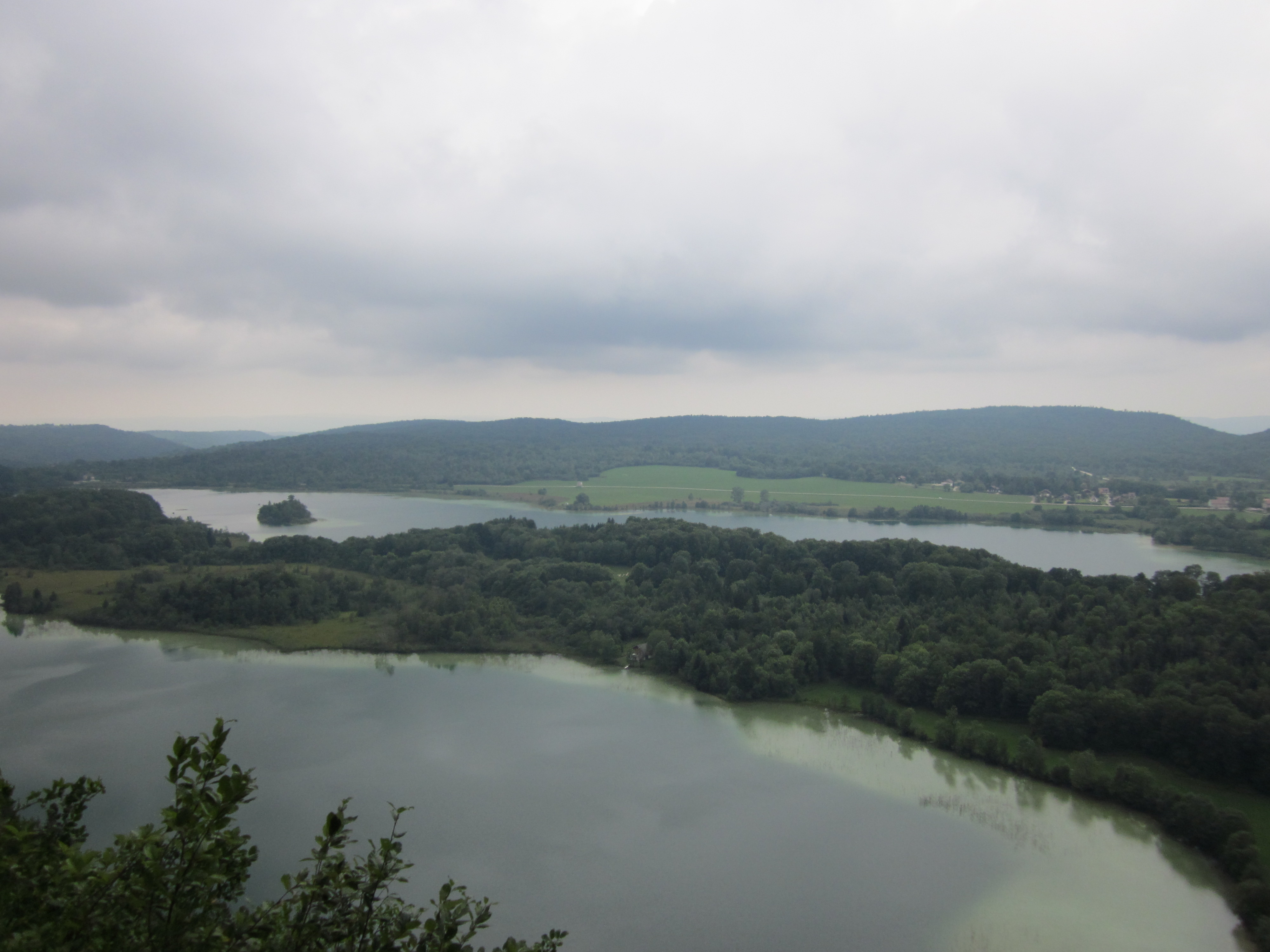
Lacs d'Ilay (second plan) et lac du Grand-Maclu (premier plan)